# Polypodium ryanii
Polypodium ryanii är en stensöteväxtart som beskrevs av Georg Friedrich Kaulfuss. Polypodium ryanii ingår i släktet Polypodium och familjen Polypodiaceae. Inga underarter finns listade.